# Wallenberg (schlesisches Adelsgeschlecht)

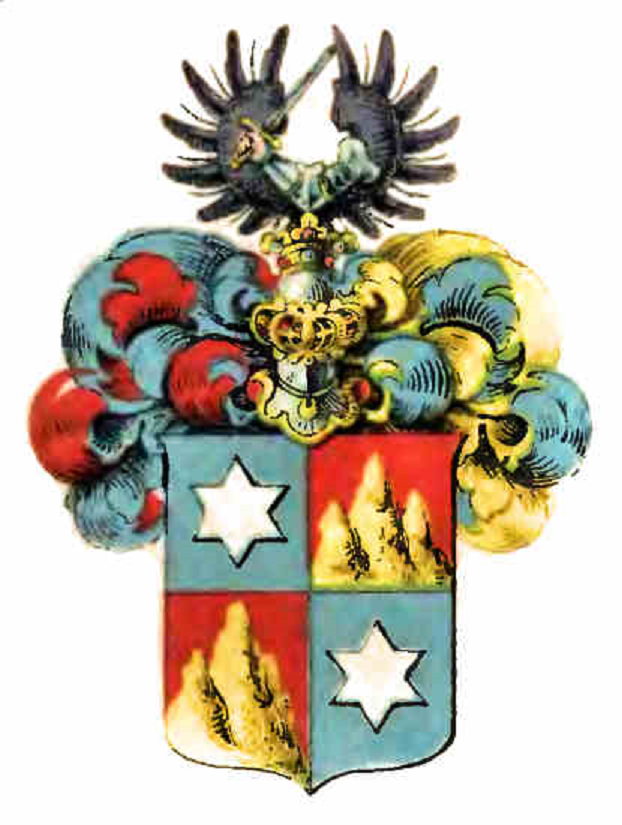
Stammwappen Wallenberg

Wallenberg, eigentlich Ducius von Wallenberg, seit 1842 Wallenberg-Pachaly/Wallenberg Pachaly, ist der Name eines böhmisch-schlesischen Adelsgeschlechts.

## Geschichte
Die Vorfahren des Geschlechts sollen zur Zeit von Kaiser Karl V. aus der Gegend von Mailand nach Schlesien gekommen sein.
Melchior Ducius, Hauptmann der Herrschaft Greiffenstein wurde mit Diplom vom 5. Juli 1695 von Kaiser Leopold I. in den Reichsadelsstand erhoben. Bei seinem Tod 1727 hinterließ er ein großzügiges Legat für den Aufbau einer Bibliothek in Landeshut.
Sein Sohn, der Gutsherr Ernst Gottlieb Ducius auf Conradswalde (später Konradswaldau, heute Mrowiny, Żarów) erhielt 1727 den böhmischen Adelsstand mit dem Prädikat von Wallenberg. 1736 erhielt er das Ritterdiplom. Der Stamm wurde fortgesetzt und kam durch Heirat, Montan- und Bankgeschäfte zu großem Wohlstand. Karl Anton Gotthard Ducius von Wallenberg (1729–1787), Hauptsteuerprüfer der Kriegs- und Domänenkammer Breslau, und seine Ehefrau Dorothea Elisabeth, geb. von Pachaly (1745–1798) konnten sich 1785–1787 nach dem Entwurf des Architekten Carl Gotthard Langhans das Wallenberg-Pachaly-Palais in der Breslauer Innenstadt errichten lassen. Der Familie gehörte in Breslau das Bankhaus G. v. Pachaly sel. Neffe, gegründet 1679. Um 1837 war der Geheime Kommerzienrat Carl Anton Gotthardt von Wallenberg (1773–1842), Herr auf Peterwitz bei Canth (Kąty Wrocławskie), verheiratet mit Julie Florentine, geb. von Pachaly (1785–1841), Inhaber.
Um 1857 besaß Carl Franz Gideon von Wallenberg Kattern und Grünau im Kreis Breslau, Paul Gideon von Wallenberg Schmolz, ebenfalls im Kreis Breslau, Guido von Wallenberg Klein-Wilkawe im Landkreis Trebnitz. Im Mai 1920 übernahm die Commerzbank das Bankhaus.

### Wallenberg-Pachaly

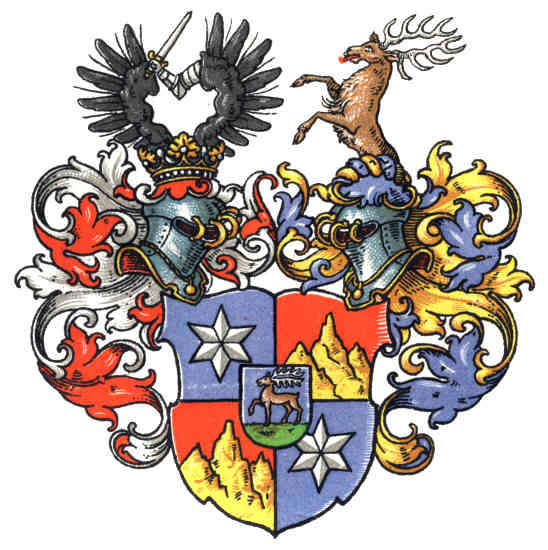
Wappen Wallenberg-Pachaly

Die Stammreihe derer Pachaly beginnt mit Georg Pachaly († 1665), Pastor zu Strebitzko bei Militsch.
Der Breslauer Ratsherr und Tuchhändler Gideon Pachaly war 1730 in den böhmischen Adelsstand erhoben worden. 1752 erhielt die Familie das schlesische Inkolat. 1753 erhielten Gideons Söhne Gideon und Johann von Pachaly eine preußische Adelsbestätigung.
Carl Gotthardt Gideon Ducius von Wallenberg (1817–1869) erhielt am 11. August 1841 (publiziert am 21. Januar 1842) die königlich preußische Erlaubnis, Namen und Wappen des mit dem Tod seiner Mutter 1841 erloschenen Geschlechts von Pachaly dem seinigen beizufügen und sich von Wallenberg Pachaly zu nennen.
Die Namens- und Wappenvereinigung sollte eigentlich immer nur auf den Familiensenior übergehen, weshalb Ernst von Wallenberg (1821–1898) sie nicht gebrauchte; heute wird sie als Familienname geführt.
Frau Elisabeth von Wallenberg-Pachaly, geb. von Loebenstein, verw. von Wätjen, war 1929 Besitzerin der Standesherrschaft Drehna in der Niederlausitz,. dazu gehörten mehrere Rittergüter und eine Brauerei. Carl von Wallenberg Pachaly war 1937 Besitzer des Gutes Rosenig (heute Rogoźnik, Gmina Ruja) in Niederschlesien.

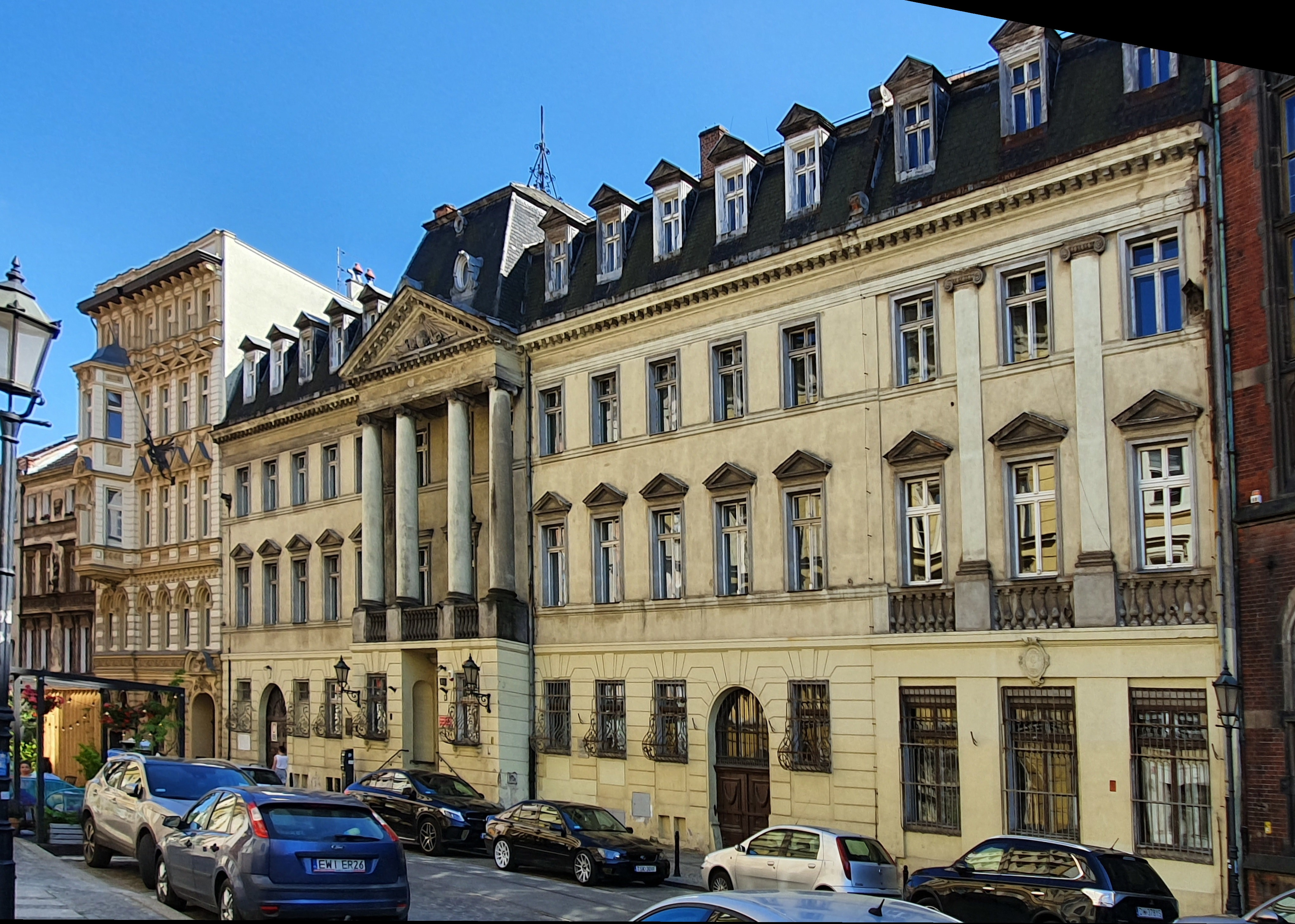
Wallenberg-Pachaly-Palais in Breslau
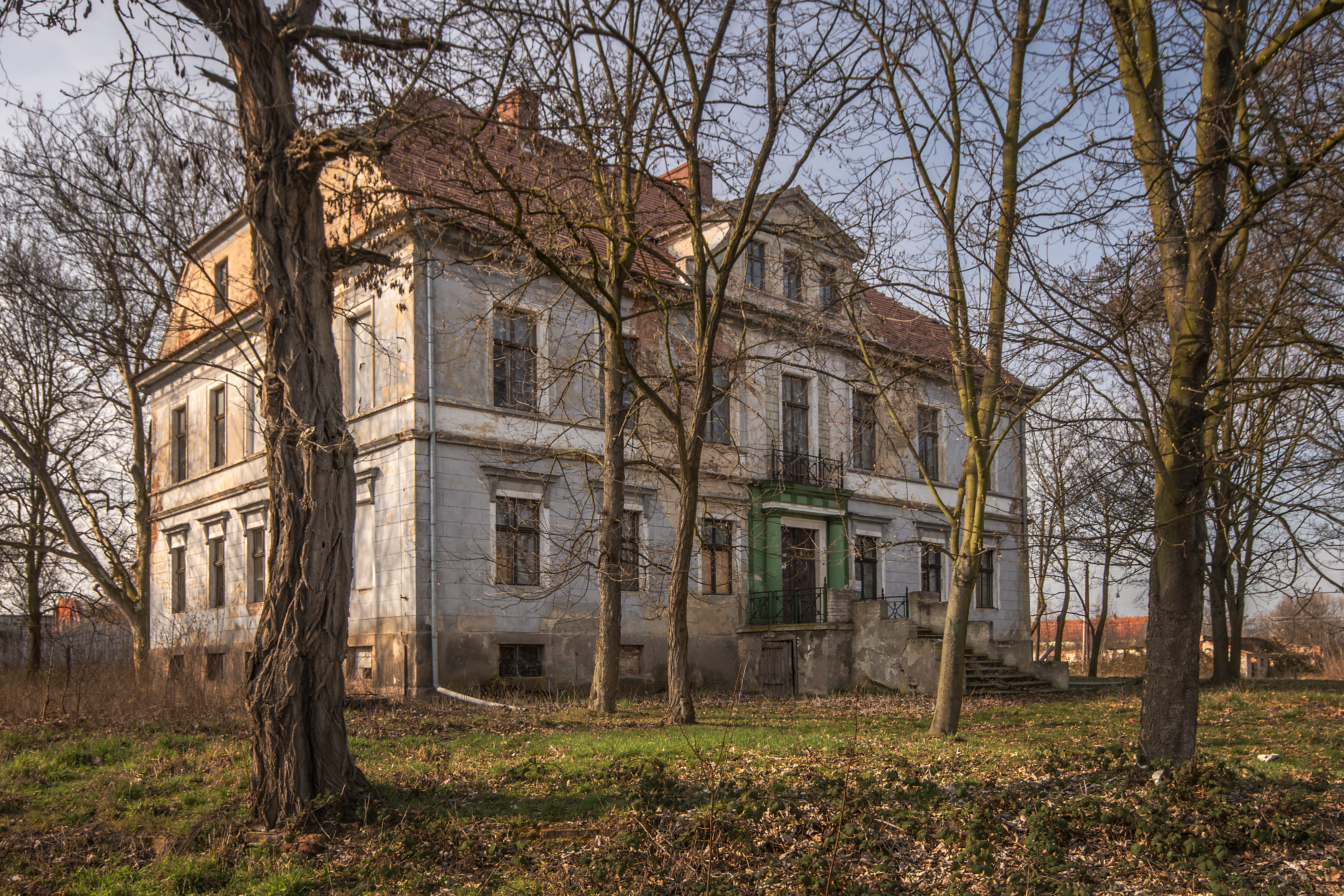
Schloss Rosenig
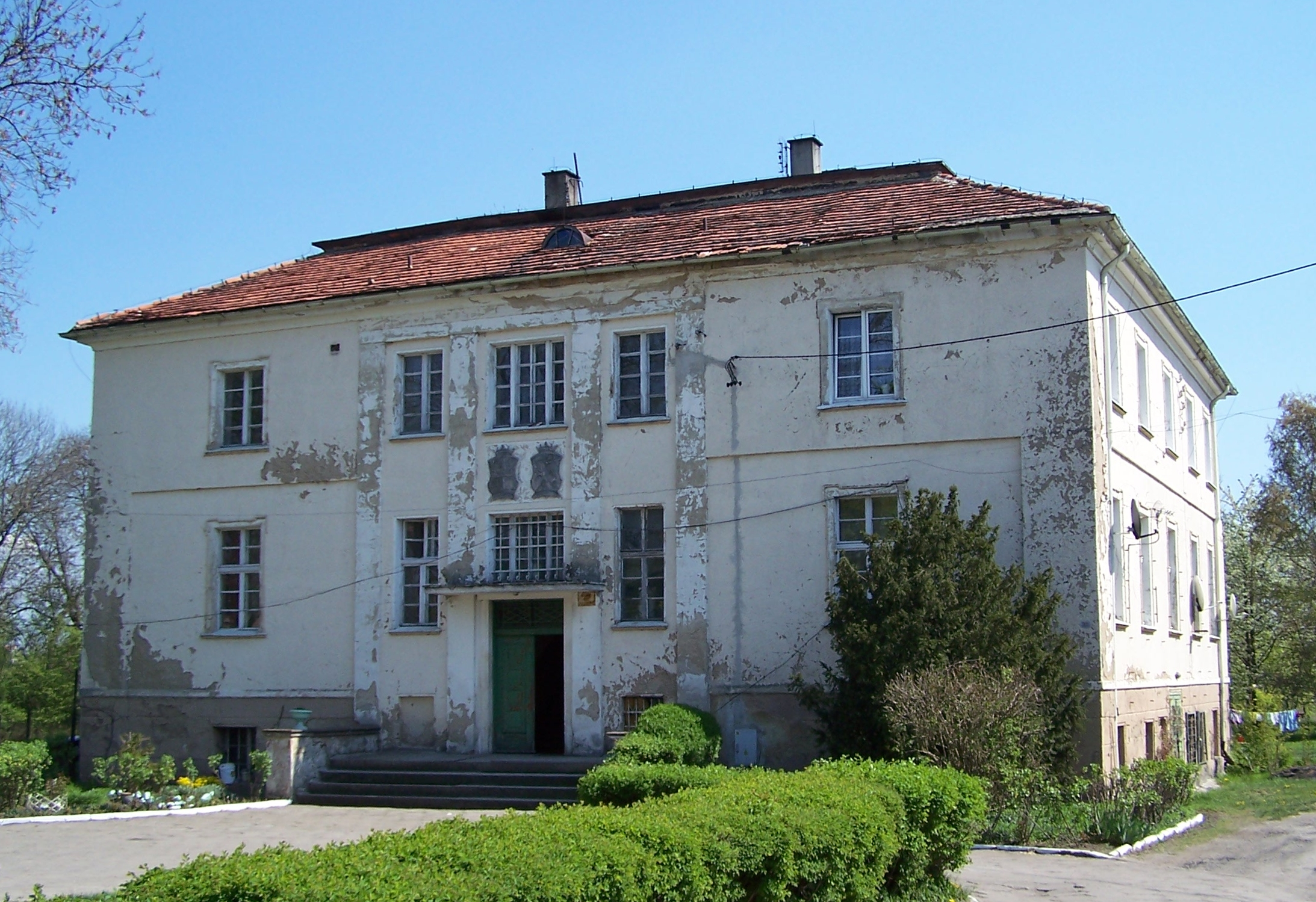
Schloss Grunau
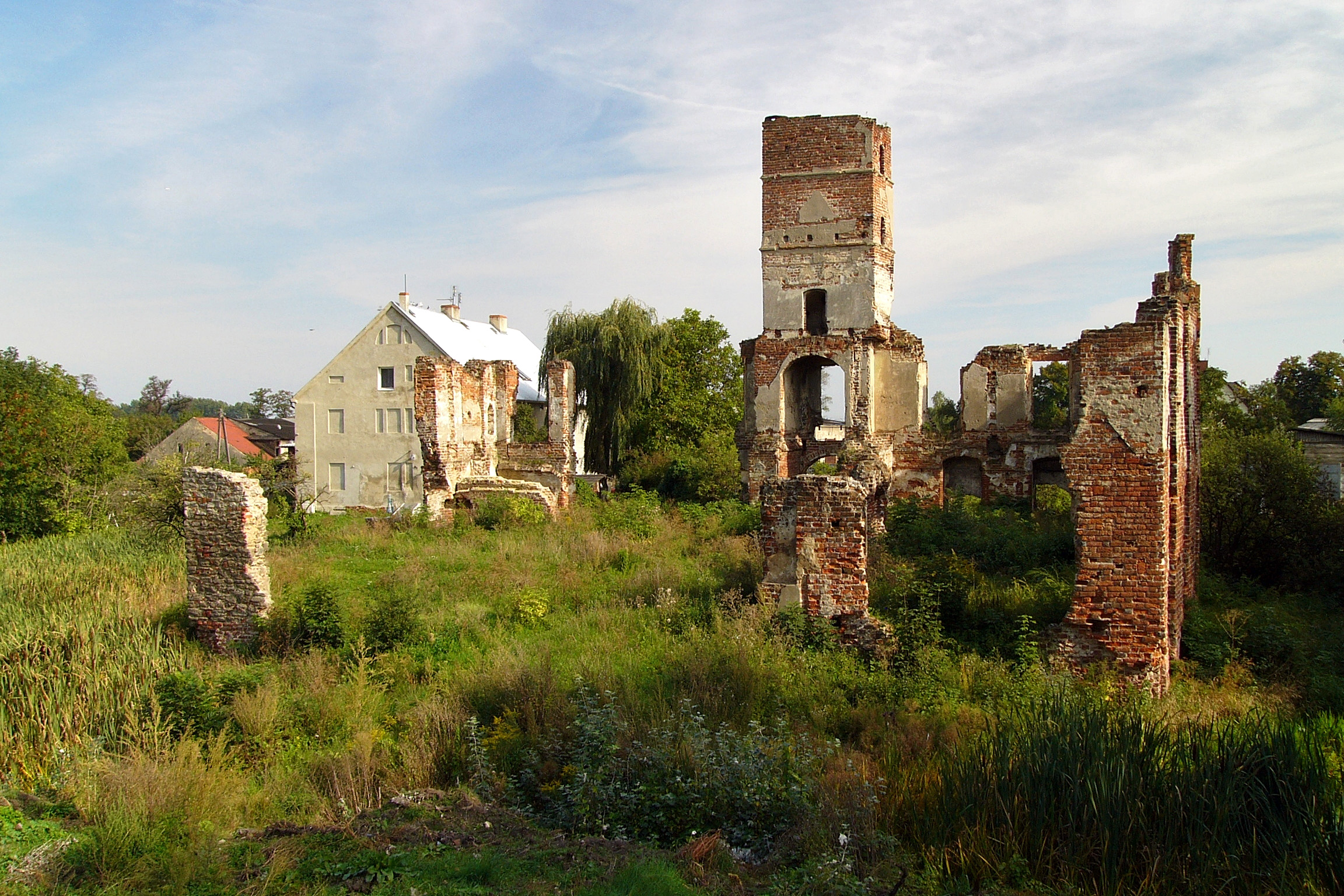
Ruine von Schloss Schmolz

## Wappen

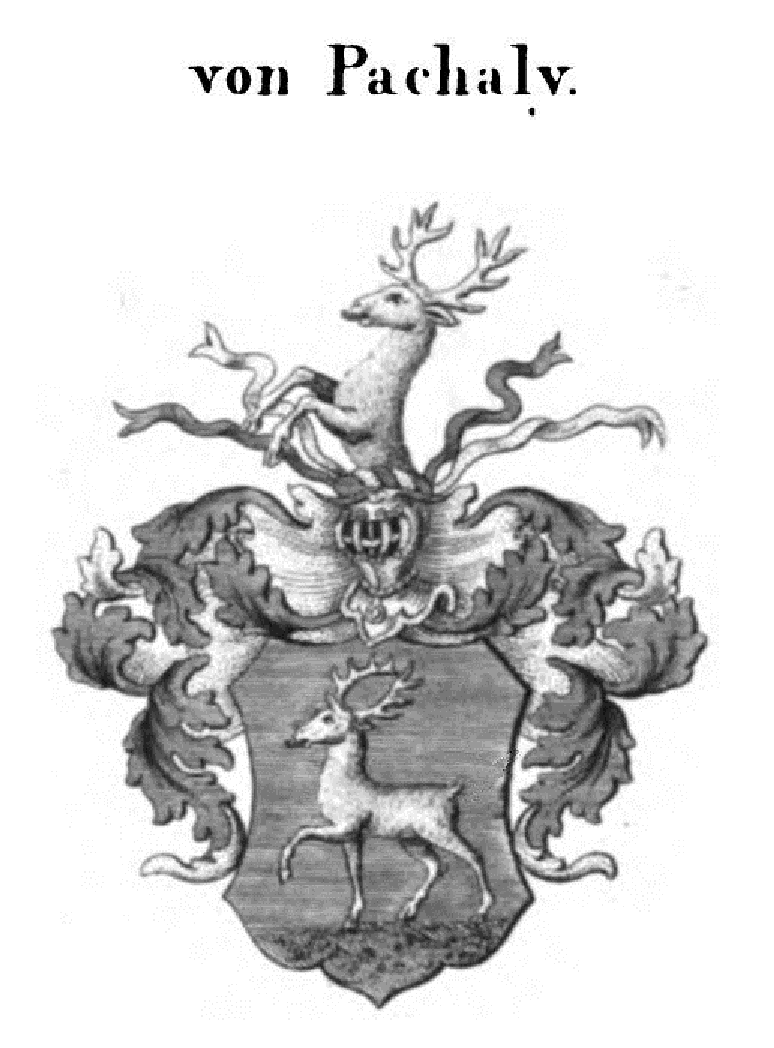
Stammwappen Pachaly

Das Wappen ist geviert: im ersten und vierten Feld in Blau ein sechseckiger, silberner Stern; im zweiten und dritten Feld im Grunde des Feldes nebeneinander drei goldfarbene, steinerne Hügel oder Felsen, von denen der mittlere etwas höher als die nebenstehenden hervorragt. Auf dem Helm mit rechts rot-blauen, links blau-goldenen Decken, ein auf den Ellenbogen aufstützender, geharnischter Schwertarm zwischen offenem schwarzen Flug.
Das Wappen derer von Pachaly (1730) war in Blau ein auf grünem Rasen gehender, naturfarbener Hirsch mit silbernem Geweih. Es wurde 1842 als Herzschild hinzugefügt. Ebenso kam deren Helm mit der zweiten Helmzier, dem wachsenden Hirschen, hinzu. Helmdecken rechter Helm (Wallenberg) rot-silbern, linker Helm (Pachaly) blau-golden.

## Namensträger
- Carl Ernst Gideon von Wallenberg (1777–1830), preußischer Verwaltungsbeamter[8]
- Ernst von Wallenberg (1821–1898), preußischer Verwaltungsbeamter[9]
- Anton von Wallenberg-Pachaly (1846–1931), preußischer Generalmajor
- Paul von Wallenberg-Pachaly (1850–1909), preußischer Generalleutnant, Kommandant von Breslau
- Friedrich von Wallenberg-Pachaly (1878–1965), deutscher Bankier, Offizier, Gutsbesitzer
- Barbara Maria Helene von Wallenberg Pachaly (1931–2014), 1984–2008 Äbtissin von Stift Bassum und Autorin[10]